# Žalm 119
Žalm 119 („Blaze těm, kdo vedou bezúhonný život“) je nejrozsáhlejší biblický žalm. V překladech, které číslují podle Septuaginty, se jedná o 118. žalm. Patří k tzv. akrostickým písním, protože podle počtu písmen v hebrejské abecedě je žalm rozdělen na 22 osmiverší, kde všech osm veršů začíná vždy stejným písmenem abecedy.
Několik veršů 119. žalmu zhudebnil Antonín Dvořák v rámci písňového cyklu Biblické písně.